# Вариант 13
Вариант 13 е научнофантастичен роман от британския писател Ричард Морган. Във Великобритания е издаден с оригиналното си заглавие „Black Man“ (на български: черен човек), а в САЩ като „Thirteen“ (на български: тринайсет). Всички се отнасят за главния герой – генномодифициран чернокож мъж – вариант 13.

## Сюжет
Внимание:  Текстът по-долу разкрива сюжета на произведението (или части от него)!
Действието се развива в началото на 22 век на Земята. Кораб на КОЛИН (Колониална инициатива) се разбива в океана при завръщането си от Марс. Касапницата, която намират на кораба, и последвалите убийства по цялата територия на бившите САЩ, карат разследващите служители от КОЛИН: Севги Ертекин и Том Нортън, и от ССР (Служба за сигурност на Ръба): Ровайо и Койл, да потърсят помощ от генномодифицирания вариант 13, работещ за АГЛОН (Агенция за генетично лицензиране към ООН) Карл Марсалис.

## Издания на български език
- 2007 — „Вариант 13“ — изд. Бард, ISBN 978-954-585-837-6
  - книжка 142 от поредицата „Избрана световна фантастика“